# Parada do Bispo e Valdigem
Parada do Bispo e Valdigem est une paroisse civile portugaise (en portugais : freguesia) de la municipalité de Lamego dans le district de Viseu. Elle est créée en 2013, par fusion des paroisses de Parada do Bispo et Valdigem.

## Géographie
Le territoire de la paroisse est délimité par le Douro, au nord, et par son affluent la Varosa (pt), à l'ouest.
Parada do Bispo e Valdigem est desservie par l'autoroute A24.

## Histoire
La paroisse est créée par la loi no 11-A/2013 du 28 janvier 2013 portant réorganisation administrative du territoire des freguesias, en fusionnant les paroisses de Parada do Bispo et Valdigem. Son nom officiel est União das Freguesias de Parada do Bispo e Valdigem et son siège est fixé à Valdigem.

## Démographie
Lors du recensement de 2021, Parada do Bispo e Valdigem compte 891 habitants.